# فؤاد سميع حداد
فؤاد سميع حداد هو جراح أعصاب لبناني، ولد في 31 مارس 1924 في بيروت في لبنان، وتوفي بنفس المكان في 9 أكتوبر 2015.